# Lani O'Grady
Pour les articles homonymes, voir O'Grady.
Lani O'Grady (2 octobre 1954 à Walnut Creek (Californie) – 25 septembre 2001  à Valencia (Californie)), née Lanita Rose Agrati, était une actrice américaine et agent artistique. Elle est surtout connue pour son rôle de Mary Bradford, la sœur la plus âgée de la série télévisée américaine Huit, ça suffit ! (VO : Eight is Enough).

## Biographie

### Enfance
Lani O'Grady naît à Walnut Creek en Californie, dans une famille de professionnels du cinéma. Elle est la fille de Lou A. Agrati et de Mary B. Grady (née Castellino), agent artistique pour enfants. Elle est également la sœur cadette de l'acteur Don Grady, qui fait ses débuts en chantant et en dansant dans The Mickey Mouse Club. Alors âgé de 13 ans, il fait partie des Mouseketeers, de jeunes talents invités à chanter devant le public. Par la suite, il décroche un des rôles principaux dans la série Mes trois fils dans les années 1960 et 1970. C'est en rendant visite à son frère aîné sur les plateaux de tournage que Lani se met à ambitionner une carrière d'actrice.

### Carrière
Lani commence sa carrière à l'âge de treize ans, par un rôle dans la série télévisée Le Grand Chaparral. Dans les années 1970, elle apparaît dans la série Harry O (jamais diffusée en France) et décroche un rôle dans le téléfilm de 1975 Cage Without a Key, avec Susan Dey. En 1976, elle joue dans le long-métrage Massacre at Central High, où elle partage la vedette avec Kimberly Beck (qui tient le rôle de Nancy Bradford dans le pilote de la série Huit, ça suffit !).
En 1977, elle obtient le rôle de Mary Bradford, la sœur la plus âgée de série télévisée Huit, ça suffit ! (VO : Eight is Enough). Elle change de nom à cette occasion. Elle y apparaît dans chacun des 112 épisodes, jusqu'en 1981, année d'arrêt de la série. Elle reprend deux fois son rôle dans des téléfilms adaptés de la série en 1987 et 1989. Pendant cette période, elle apparaît dans la série La croisière s'amuse (VO : The Love Boat) et d'autres émissions de télévision américaines.
Après Huit, ça suffit !, elle décroche un rôle dans le téléfilm Un vrai petit ange avec Gary Coleman, d'Arnold et Willy. Son dernier rôle est celui de Mme Kramer dans Des jours et des vies (VO : Days of Our Lives) un soap opéra américain diffusé aux États-Unis depuis 1965 et depuis août 2000 en France sur la chaîne France 2.
Lani O'Grady, souffrant de crises d'agoraphobie et de trous de mémoire, finit par s'éloigner de sa carrière d'actrice au début des années 1990 afin de devenir agent artistique, emboîtant la carrière de sa mère.

### Vie privée
Lani O'Grady entame un traitement médicamenteux pour soigner une dépression. En 1994, lors d'un entretien accordé au Los Angeles Times, elle déclare souffrir de crises d'angoisse depuis l'âge de 18 ans. Ce n'est que trois ans plus tard qu'un diagnostic de trouble panique est posé. Son état de santé la mène à se droguer et à boire pendant plus de dix ans. Elle affirme aussi avoir eu recours fréquemment au Valium à l'époque où elle tournait dans Huit, ça suffit !. Elle suit une cure de désintoxication au centre médical Cedars-Sinai à Los Angeles en décembre 1998 pour mettre fin à son addiction à la drogue. D'autres jeunes acteurs de la série Huit, ça suffit ! sont confrontés à des problèmes d'addiction similaires (Willie Aames, Susan Richardson ou Adam Rich notamment).
Lani O'Grady est retrouvée morte dans le mobile-home qu'elle habite à Valencia, dans le quartier de Santa Clarita en Californie, une semaine avant son 47e anniversaire. Déclarée morte de cause naturelle, une analyse sanguine effectuée en février 2002 par le bureau du légiste du comté de Los Angeles révèle qu'un cocktail hautement létal de Vicodin et de Prozac sont les causes réelles de sa mort. Il n'a cependant pas été permis de déterminer si la mort était accidentelle ou consécutive à un geste délibéré.

## Filmographie
| Année     | Titre                                  | Rôle                             | Notes                                                                                             |
| --------- | -------------------------------------- | -------------------------------- | ------------------------------------------------------------------------------------------------- |
| 1969      | Le Grand Chaparral                     | Penny                            | Épisode : Le Plus Beau Jour de ta vie (Time of Your Life), premier épisode de la troisième saison |
| 1970      | The Headmaster (en)                    | Judy                             | Épisode : "Count the Ways I Love You"                                                             |
| 1973      | The Delphi Bureau (en)                 | Fille                            | Épisode : « The Face That Never Was Project »                                                     |
| 1975      | Cage Without a Key                     | Noreen                           | Téléfilm                                                                                          |
| 1975      | Harry O                                | Jean Helen                       | Épisode : « Street Games » Épisode : « Exercise in Fatality »                                     |
| 1976      | Baby Blue Marine                       | Fille                            |                                                                                                   |
| 1976      | Massacre at Central High               | Jane                             |                                                                                                   |
| 1977      | The Hazing                             | Étudiante                        |                                                                                                   |
| 1977-1981 | Huit, ça suffit !                      | Mary Bradford                    | 112 épisodes                                                                                      |
| 1979      | La croisière s'amuse                   | Robin                            | 1 épisode                                                                                         |
| 1980      | La croisière s'amuse                   | Maude Victor                     | 2 épisodes                                                                                        |
| 1982      | Quincy                                 | Cliente de Zanger (non créditée) | Épisode : « Bitter Pill » saison 7, épisode 9                                                     |
| 1982      | Un vrai petit ange                     | Julie McNulty                    | Téléfilm                                                                                          |
| 1987      | Huit, ça suffit ! : Réunion de famille | Mary Bradford                    | Téléfilm                                                                                          |
| 1989      | Huit, ça suffit ! : Mariage            | Mary Bradford                    | Téléfilm                                                                                          |
| 1990      | Des jours et des vies                  | Mme Kramer                       | Téléfilm                                                                                          |